# Józef Gałeczka
Józef Gałeczka (ur. 28 lutego 1939 w Gliwicach, zm. 7 lipca 2021 w Sosnowcu) – polski piłkarz, trener.
Debiutował w kadrze Polski 2 września 1962 w Poznaniu w przegranym 0:2 meczu z reprezentacją Węgier.
W ekstraklasie strzelił 98 goli.
W 1964 zdobył tytuł króla strzelców ekstraklasy (18 bramek).
Wraz z Zagłębiem zdobył Puchar Polski jako zawodnik i jako trener.
Po zakończeniu kariery piłkarskiej był trenerem.
Pochowany w Będzinie na Cmentarzu Komunalnym.